# Inmigración libanesa en Costa Rica
La inmigración libanesa en Costa Rica es el proceso migratorio de personas cuya ascendencia se remonta a cualquiera de las diversas olas de inmigraciones, en gran parte del patrimonio cultural y lingüístico árabe y/o identidad, procedente de lo que hoy es el Líbano en Asia Occidental. Los libaneses son el grupo árabe más numeroso entre los costarricenses, la mayoría de los cuales son cristianos, principalmente maronitas. Al instalarse en el país, muchos prosperaron en el comercio.
La comunidad líbano-costarricense es la segunda más numerosa de América Central, diversos apellidos frecuentes en Costa Rica como Sauma, Salom, Beirute, Yamuni, Tabash y Samara son de origen libanés. Sin embargo, esta comunidad muestra una marcada situación alejada de su cultura y del idioma árabe. Sólo unos pocos hablan la lengua, y este conocimiento es a menudo limitado a algunas palabras básicas, situación que se encuentra en reversa tras la fundación de la Casa Libanesa. En cambio, las generaciones más jóvenes, hablan español como primer idioma. A consecuencia de haber sido colonia francesa, varios libaneses también son francófonos.

## Historia

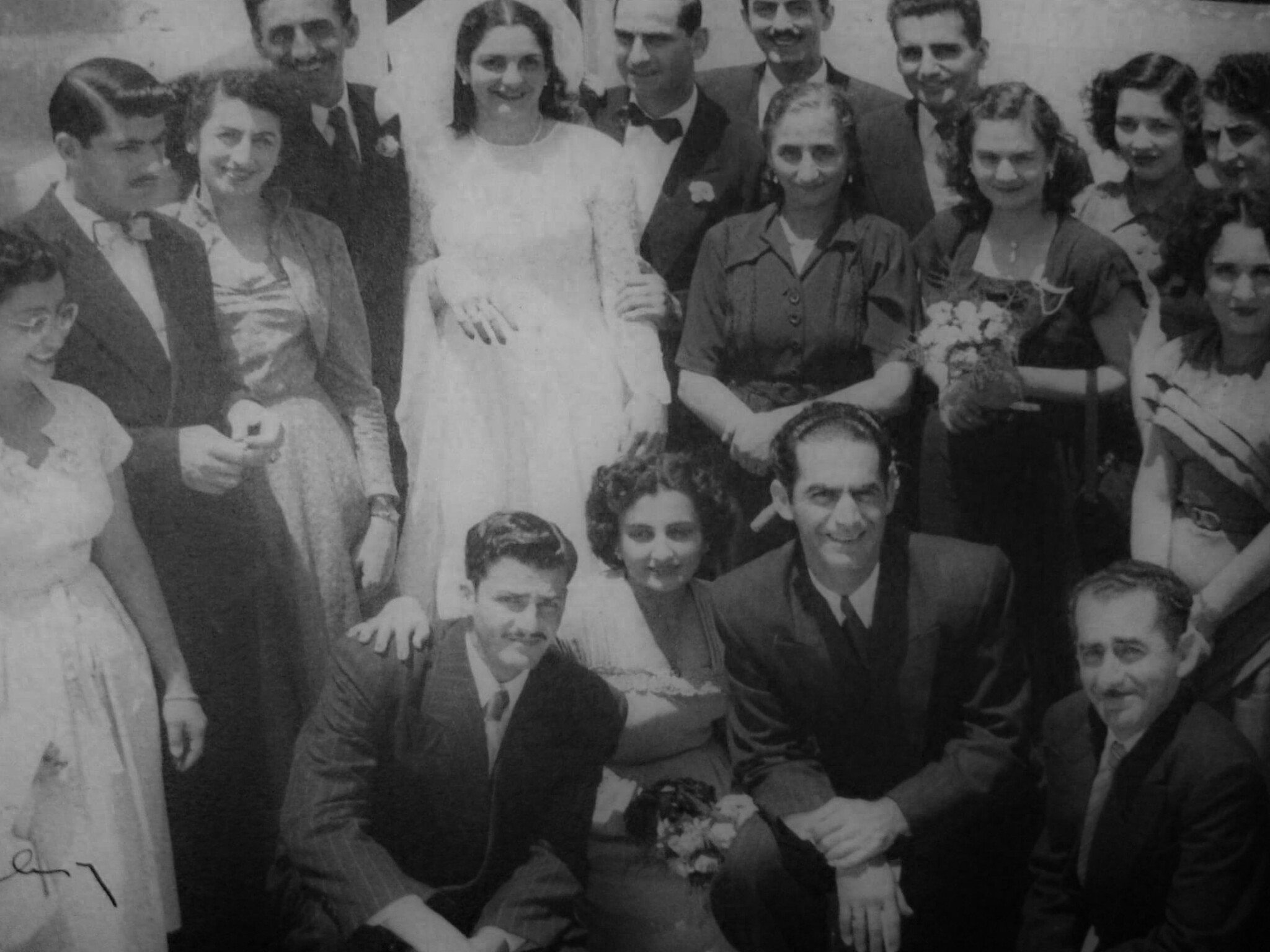
Boda de libaneses en Costa Rica.

La primera ola de inmigración libanesa se inició a finales del siglo XIX, en especial entre los años 1887 y 1897, motivados principalmente por la pobreza y la fuerte tensión entre drusos y maronitas en la costa levantina. Para la época, el Líbano pertenecía al Imperio otomano y la población étnica árabe cristiana vivía al sur del territorio. Esta comunidad tenía importantes vínculos comerciales con Europa, pero se encontraba a menudo en disputas religiosas con los drusos, un grupo étnico al norte. Las reformas de Tanzimat otorgaron igualdad ante la ley a todas las minorías religiosas dentro del Imperio, lo que permitió a los libaneses adquirir propiedades. Esto terminaría por crear innumerables conflictos con la fracción drusa en el Levante.
Además, hay que considerar en paralelo a la grave crisis económica que asoló al Imperio otomano en esos años. Dicha problemática impulsó finalmente que diversos libaneses maronitas comenzaran a emigrar en masa, escapando de la pobreza y de la violencia interétnica, principalmente hacia Estados Unidos, Australia y Brasil.
En un escenario diametralmente opuesto, en América Central, Costa Rica estaba pasando por un lapso de intenso auge económico, gracias a las políticas gubernamentales que incentivaban la producción agrícola, el crecimiento intenso de la exportación cafetalera y la existencia de grandes zonas sin colonizar. Esto atrajo a una multitud de inmigrantes (afrocaribeños, polacos, alemanes, italianos, españoles) y también llamó la atención de las masas de migrantes del Mediterráneo oriental, entre ellas libaneses, sirios, palestinos, turcos y griegos.

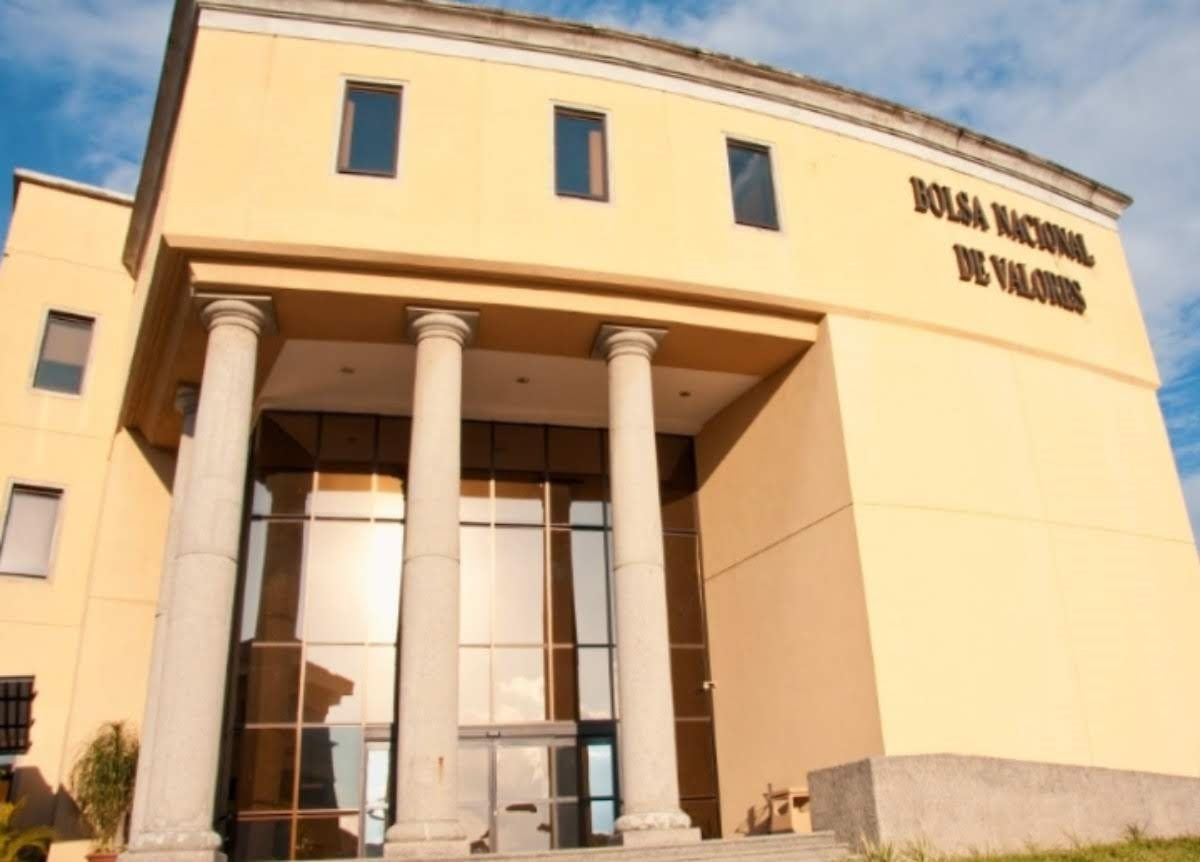
Pese a que fueron vetados de ingresar al país durante algunas décadas, ya a mediados del siglo XX la comunidad libanesa de Costa Rica se había consolidado exitosamente. Un ejemplo de su cohesión fue la fundación, en 1976, de la Bolsa Nacional de Valores, impulsada por algunos líbano-descendientes como Miguel Barzuna.

Así, los primeros inmigrantes libaneses registrados en arribar a Costa Rica fueron Pablo Sauma Aued y Susana Tajan Meckbel llegados en 1887, les siguieron José Tabush Fallat e Ignacia Haquím Zaglul que se identificaron como sirio-libaneses. De esta forma, comenzaron a llegar navíos a Puerto Limón, muchos provenientes de Marsella, llenos de inmigrantes árabes con pasaporte turco, casi todos libaneses. La mayoría de inmigrantes en general se dedicaron al comercio y muchos prosperaron con restaurantes, tiendas de abarrotes, ropa y artículos de importación. Sin embargo, en las primeras décadas del siglo XX, pese a que la inmigración de árabes en Costa Rica (principalmente libaneses y sirios) estaba creciendo aceleradamente, hasta en más de 100 por año, su entrada fue prohibida por el presidente Ascensión Esquivel Ibarra, aduciendo motivos de interés racial. Estas restricciones para ingresar el país no serían flexibilizadas hasta las administraciones de Cleto González Víquez y Teodoro Picado Michalski, varias años después.
Pese a esto, los migrantes árabes (y de muchos otros grupos que fueron vetados) lograron continuar radicando en el territorio, y de hecho la comunidad libanesa se convirtió en la más importante del colectivo asiático-occidental de Costa Rica, formado además por sirios, turcos y palestinos. Hacia mediados del siglo XX, podía observarse con claridad que la colonia libanesa se había consolidado exitosamente como un grupo étnico más en la diversa sociedad costarricense, creando su propio periódico («El Sheik», es decir El Jeque, que funcionó en la década de los 40), así como la Casa Libanesa en 1956, en la cual se imparten clases de árabe, danza y comida étnica del Levante.  La danza del vientre también se ha convertido en una importación cultural muy popular entre la población costarricense. Hoy día, alrededor de 50.000 costarricenses tienen ascendencia libanesa, lo que representa la mayor comunidad árabe del país y la aglomeración procedente del Líbano más grande de América Central.